# Lena Meyer-Landruts diskografi
Lena Meyer-Landruts diskografi består af fem studiealbum, 20 singler og 19 musikvideoer. Hun vandt Eurovision Song Contest 2010 med sangen "Satellite", som blev udgivet i marts 2010.
Lena Meyer-Landrut begyndte sin sangkarriere efter at have vundet Unser Star für Oslo (Vores stjerne til Oslo), et tv-program til at vælge det tyske bidrag til Eurovision Song Contest 2010. Ved showets finale sang hun sangene "Bee", "Satellite" og "Love Me", og fik i sit hjemland rekorden for at debutere med tre sange på den tyske singlehitliste. "Satellite" debuterede som hit nr. 1 i Tyskland, og er sidenhen blevet tildelt "triple gold". "Satellite" toppede også hitlisterne i Danmark, Finland, Norge, Sverige, Schweiz og European Hot 100. I maj 2010 udgav hun sit første studiealbum, My Cassette Player, som debuterede som nr. 1 på den tyske albumhitliste og som nr. 3 i både Østrig og Schweiz.
Hendes andet album, Good News, blev udgivet den 8. februar 2011. Det debuterede på førstepladsen af den tyske albumhitliste. Sangen "Taken by a Stranger" vandt Unser Song für Deutschland den 18. februar 2011 og blev udgivet som albummets førstesingle den 22. februar samme år. Hendes tredje album, Stardust, blev udgivet den 12. oktober 2012. Det debuterede som nummer 2 på den tyske albumhitliste og solgte guld. Forud for albummet udsendte hun singlen "Stardust" som blev udgivet den 21. september 2012. Den debuterede som nummer 2 på den tyske singlehitliste og blev certificeret guld. Hendes fjerde album, Crystal Sky, blev udgivet den 15. maj 2015. Forud for albummet blev singlen "Traffic Lights" udgivet den 1. maj 215. Hendes femte studiealbum Only Love, L blev udgivet den 5. april 2019, og forud for albummet udkom de to singler "Thank You" og "Don't Lie to Me".

## Studiealbum
| Album | Hitlisteplaceringer | Hitlisteplaceringer | Hitlisteplaceringer | Hitlisteplaceringer | Hitlisteplaceringer | Hitlisteplaceringer | Hitlisteplaceringer | Hitlisteplaceringer | Hitlisteplaceringer | Hitlisteplaceringer | Certifikationer    |
| Album | TYS                 | ØST                 | BEL                 | FIN                 | GRÆ                 | NOR                 | POL                 | SVE                 | SCH                 | EU                  | Certifikationer    |
| --- | ------------------- | ------------------- | ------------------- | ------------------- | ------------------- | ------------------- | ------------------- | ------------------- | ------------------- | ------------------- | ------------------ |
| My Cassette Player - Udgivet: 7. maj 2010 - Pladeselskab: USFO, Universal Music - Formater: CD, digital download | 1                   | 1                   | 54                  | 43                  | 4                   | 7                   | 45                  | 5                   | 3                   | 5                   | - TYS: 2× Platinum |
| Good News - Udgivet: 7. februar 2011 - Pladeselskab: USFO, Universal Music - Formater: CD, digital download      | 1                   | 7                   | —                   | —                   | —                   | —                   | —                   | —                   | 15                  | —                   | - TYS: 1× Platinum |
| Stardust - Udgivet: 12. oktober 2012 - Pladeselskab: USFO, Universal Music - Formater: CD, digital download      | 1                   | 14                  | —                   | —                   | —                   | —                   | —                   | —                   | 31                  | —                   | - TYS: 1× Gold     |
| Crystal Sky - Udgivet: 15. maj 2015 - Pladeselskab: Universal Music - Format: Digital download, CD, vinyl        | 2                   | 25                  | —                   | —                   | —                   | —                   | —                   | —                   | 40                  |                     |                    |
| Only Love, L - Udgivet: 5. april 2019 - Pladeselskab: Universal Music - Format: Digital download, CD, vinyl      | 2                   | 4                   | —                   | —                   | —                   | —                   | —                   | —                   | 14                  |                     |                    |

### EP'er
| Titel      | Detlajer                                                             |
| ---------- | -------------------------------------------------------------------- |
| Optimistic | - Udgivet: May 21, 2021 - Pladeselskab: Universal Music - Format: DI |
| Kind       | - Udgivet: May 25, 2021 - Pladeselskab: Universal Music - Format: DI |
| Confident  | - Udgivet: May 28, 2021 - Pladeselskab: Universal Music - Format: DI |

## Singler

### Som primær kunstner
| "Satellite"                                                      | 2010 | 1              | 2              | 4              | 1              | 1              | 5              | 1              | 1              | 1              | 30             | - BVMI: 2× Platinum - GLF: Gold - IFPI DEN: Gold - IFPI SWI: Platinum | My Cassette Player |
| "Touch a New Day"                                                | 2010 | 13             | 26             | —              | —              | —              | —              | —              | —              | —              | —              |                                                                       | My Cassette Player |
| "Taken by a Stranger"                                            | 2011 | 2              | 18             | —              | —              | —              | 92             | —              | —              | 29             | 117            |                                                                       | Good News          |
| "What a Man"                                                     | 2011 | 21             | —              | —              | —              | —              | —              | —              | —              | —              | —              |                                                                       | Good News          |
| "Stardust"                                                       | 2012 | 2              | 14             | —              | —              | —              | —              | —              | —              | 74             | —              | - BVMI: Gold                                                          | Stardust           |
| "Neon (Lonely People)"                                           | 2013 | 38             | —              | —              | —              | —              | —              | —              | —              | —              | —              |                                                                       | Stardust           |
| "Mr. Arrow Key"                                                  | 2013 | 46             | —              | —              | —              | —              | —              | —              | —              | —              | —              |                                                                       | Stardust           |
| "Traffic Lights"                                                 | 2015 | 14             | 48             | —              | —              | —              | —              | —              | —              | —              | —              | - BVMI: Gold                                                          | Crystal Sky        |
| "Wild & Free"                                                    | 2015 | 8              | 21             | —              | —              | —              | —              | —              | —              | 37             | —              | - BVMI: Gold                                                          | Crystal Sky        |
| "Beat to My Melody"                                              | 2016 | —              | —              | —              | —              | —              | —              | —              | —              | —              | —              |                                                                       | Crystal Sky        |
| "Lost in You"                                                    | 2017 | 58             | 72             | —              | —              | —              | —              | —              | —              | —              | —              |                                                                       | non-album singles  |
| "If I Wasn't Your Daughter"                                      | 2017 | 35             | 54             | —              | —              | —              | —              | —              | —              | 31             | —              |                                                                       | non-album singles  |
| "Sólo Contigo" (with Topic and Juan Magán)                       | 2018 | —              | —              | —              | —              | —              | —              | —              | —              | —              | —              |                                                                       | non-album singles  |
| "Thank You"                                                      | 2018 | 40             | 50             | —              | —              | —              | —              | —              | —              | —              | —              | - BVMI: Gold                                                          | Only Love, L       |
| "Don't Lie to Me"                                                | 2019 | 30             | 39             | —              | —              | —              | —              | —              | —              | —              | —              | - BVMI: Gold                                                          | Only Love, L       |
| "Sex in the Morning" (with Ramz)                                 | 2019 | —              | —              | —              | —              | —              | —              | —              | —              | —              | —              | - BVMI: Gold - IFPI AUT: Gold                                         | Only Love, L       |
| "Better" (with Nico Santos)                                      | 2019 | 15             | 17             | —              | —              | —              | —              | —              | —              | 89             | —              | - BVMI: Gold - IFPI AUT: Gold                                         | Only Love, L       |
| "Strip"                                                          | 2021 | To be released | To be released | To be released | To be released | To be released | To be released | To be released | To be released | To be released | To be released | To be released                                                        | Non-album single   |
| "—" denotes a recording that did not chart or were not released. |      |                |                |                |                |                |                |                |                |                |                |                                                                       |                    |

### Promotional singler
| "Bee"                                                            | 2010 | 3 | 26 | 27 | My Cassette Player |
| "Love Me"                                                        | 2010 | 4 | 28 | 39 | My Cassette Player |
| "Boundaries"                                                     | 2019 | — | —  | —  | Only Love, L       |
| "—" denotes a recording that did not chart or were not released. |      |   |    |    |                    |

### Som featured kunstner
| Titel                                                     | År   | Højeste histlisteplacering | Album               |
| Titel                                                     | År   | GER                        | Album               |
| --------------------------------------------------------- | ---- | -------------------------- | ------------------- |
| "Satellite (Rockabilly Version)" (Stefan Raab feat. Lena) | 2011 | 24                         | Grand Prix Clubhits |
| "Revolution" (Dicks on Fire feat. Lena)                   | 2013 | 63                         | Hits Total          |
| "Just You and I (Live Session)" (Tom Walker feat. Lena)   | 2019 | -                          | non-album single    |

### Andre sange på hitlisterne
| Titel               | År   | Højeste placering | Album             |
| Titel               | År   | GER               | Album             |
| ------------------- | ---- | ----------------- | ----------------- |
| "Push Forward"      | 2011 | 15                | Good News         |
| "Maybe"             | 2011 | 53                | Good News         |
| "A Million And One" | 2011 | 55                | Good News         |
| "Mama Told Me"      | 2011 | 58                | Good News         |
| "Time"              | 2012 | 52                | Stardust (Single) |

## Andre optrædener
| Titel | År   | Album                                             |
| --- | ---- | ------------------------------------------------- |
| "A Whole New World" (Lena feat. Richard)                                                                 | 2014 | I Love Disney                                     |
| "Schlaft Alle"                                                                                           | 2014 | Giraffenaffen 3                                   |
| "Regenbogen" (Lena & Mark Forster)                                                                       | 2016 | Trolls: Original Motion Picture Soundtrack        |
| "Natalie" "Durch Die Nacht" "Du Liebst Mich Nicht" "Mama" "Superior" "Break Free"                        | 2017 | Sing meinen Song – Das Tauschkonzert Volume 4     |
| "All I Want for Christmas Is You" Carol of the Bells" "Don't Give Up" (Michael Patrick Kelly feat. Lena) | 2017 | Sing Meinen Song - Das Weihnachtskonzert Volume 4 |

## Musikvideoer
| Titel                       | År   | Instruktør                           | Noter |
| --------------------------- | ---- | ------------------------------------ | --- |
| "Satellite"                 | 2010 | Frank Paul Husmann & Manfred Winkens | Simple music video shot during the night of the final on the television stage.                                                     |
| "Touch a New Day"           | 2010 | Marten Persiel                       | Lena and her friend enjoying the day.                                                                                              |
| "Taken By A Stranger"       | 2011 | Wolf Gresenz                         | |
| "What A Man"                | 2011 | Wolf Gresenz                         | Theme to the German movie "What a Man", and features its leading actor Matthias Schweighöfer.                                      |
| "Stardust"                  | 2012 | Bode Brodmüller                      | |
| "Neon (Lonely People)"      | 2013 | Bode Brodmüller                      | |
| "Mr. Arrow Key"             | 2013 | Sandra Ludewig                       | Concert impressions compiled by photographer Sandra Ludewig.                                                                       |
| "Revolution"                | 2013 |                                      | Lena in a commercial video for Doosh                                                                                               |
| "Traffic Lights"            | 2015 | Julian Ticona Cuba & Daniel Bartels  | Lena runs through floors with moving walls and ends up with a dance routine.                                                       |
| "Wild & Free"               | 2015 | Vi-Dan Tran                          | Lena and Elyas M'Barek jumping through the air and diving underwater interrupted by scenes from the film Fack ju Goehte 2          |
| "Catapult"                  | 2015 | Vi-Dan Tran & Shawn Bu               | Lena featuring Kat Vinter and Little Simz, published exclusively on the Crystal Sky fan box video DVD and now available on YouTube |
| "Home"                      | 2015 | Vi-Dan Tran & Shawn Bu               | Published exclusively on the Crystal Sky fan box video DVD and now available on YouTube                                            |
| "If I Wasn't Your Daughter" | 2017 | Vi-Dan Tran                          | [ 37 ] |
| "Thank You"                 | 2018 | Mario Clement                        | [ 38 ] |
| "Don't Lie to Me"           | 2019 | Paul Ripke                           | [ 39 ] |
| "Boundaries"                | 2019 | Björn Dunne                          | [ 40 ] |
| "Love"                      | 2019 | Henrik Alm                           | [ 41 ] |
| "Better"                    | 2019 | PLUG                                 | [ 42 ] |
| "Skinny Bitch"              | 2020 | Paul Hüttemann                       | [ 43 ] |